# 特罗 (卢瓦-谢尔省)
特罗（法語：Troo，当地亦作 及 ，法語發音：[tʁo]）是法国卢瓦-谢尔省的一个市镇，位于该省西北部，属于旺多姆区。

## 地理
特罗（47°46'37"N, 0°47'51"E）面积14.19 平方千米，位于法国中央-卢瓦尔河谷大区卢瓦-谢尔省，该省份为法国中北部省份，北起厄尔-卢瓦省，东北接卢瓦雷省，东南接谢尔省，南至安德尔省，西南接安德尔-卢瓦尔省，西北接萨尔特省。
与特罗接壤的市镇（或旧市镇、城区）包括：阿尔坦、博讷沃、塞莱、方丹莱科托、卢瓦河畔蒙图瓦尔、圣雅克德盖雷、苏热。

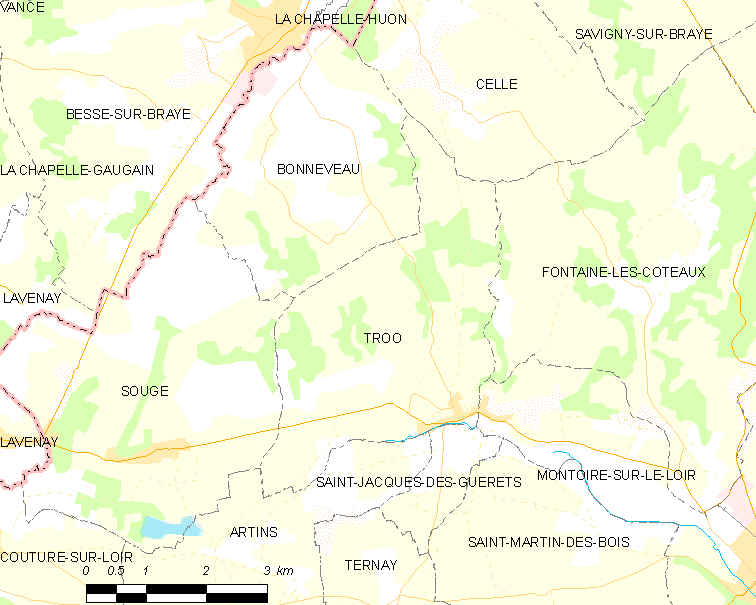
的OSM定位图

特罗的时区为UTC+01:00、UTC+02:00（夏令时）。

## 行政
特罗的邮政编码为41800，INSEE市镇编码为41265。

## 政治
特罗所属的省级选区为卢瓦河畔蒙图瓦尔县。

## 人口

1962-2008年间人口变化图示

特罗于2022年1月1日时的人口数量为304人。